# Кищенцы
Ки́щенцы (укр. Кищенці) — село в Уманском (до 2020 года — в Маньковском) районе Черкасской области Украины.
Население по переписи 2001 года составляло 956 человек. Почтовый индекс — 20121. Телефонный код — 4748.

## Местный совет
20121, Черкасская обл., Маньковский р-н, с. Кищенцы, ул. Ленина